# Выборы в Сенат Пакистана (2012)
Выборы в Сенат Пакистана были проведены 2 марта 2012 года. 54 мандата из 100 в Сенате были замещены победителями на выборах, со сроком полномочий в 6 лет.

## Результаты выборов
| Партии                                   | Белуджистан | Федерально управляемые племенные территории | Исламабад | Хайбер-Пахтунхва | Пенджаб | Синд | Всего |
| ---------------------------------------- | ----------- | ------------------------------------------- | --------- | ---------------- | ------- | ---- | ----- |
| Пакистанская народная партия             | —           | 4                                           | 1         | 4                | 3       | 7    | 19    |
| Пакистанская мусульманская лига (Н)      | —           | —                                           | —         | 1                | 7       | —    | 8     |
| Национальная партия Авами                | —           | 1                                           | —         | 6                | —       | —    | 7     |
| Пакистанская мусульманская лига (К)      | —           | 2                                           | 1         | —                | 1       | —    | 4     |
| Движение Муттахида Кауми                 | —           | —                                           | —         | —                | —       | 4    | 4     |
| Джамиат Улема-и-Ислам                    | —           | 3                                           | —         | 1                | —       | —    | 3     |
| Национальная партия Белуджистана (Авами) | —           | 2                                           | —         | —                | —       | —    | 2     |
| Пакистанская мусульманская лига (Ф)      | —           | —                                           | —         | —                | —       | 1    | 1     |
| Независимые                              | 4           | —                                           | —         | —                | 1       | —    | 5     |
| Всего                                    | 4           | 12                                          | 2         | 12               | 12      | 12   | 54    |